# Искужино (Зилаирский район)
Иску́жино (баш. Исҡужа) — село в Зилаирском районе Башкортостана России. Входит в состав Кашкаровского сельсовета.

## Географическое положение
Расстояние до:
- районного центра (Зилаир): 33 км,
- центра сельсовета (Кашкарово): 2 км,
- ближайшей железнодорожной станции (Сибай): 82 км.

## История
Село  расположено в юго-восточной части района, на левом берегу реки Крепостной Зилаир. Здесь проживают потомки башкирского племени тунгаур.
По VII ревизии (1816 г.), д. Ишкужина относилась к 1-му отделению Тунгаурской волости команды старшины Юмагужы Давлетбердина 9-го Башкирского кантона. В деревне проживали известные люди волости: старшинский помощник Фейзулла Абзелилов, тархан Джангильды Бытуков, герои Отечественной войны 1812 г. зауряд-хорунжий Ирназар Давлетчурин и походный сотник Мухамедьяр Сиюндуков. Жителя по имени Ишкужа (Ишкуза, Искужа), от которого произошло название деревни, к 1816 г. не было в живых. Отмечен двор, где проживал его сын Деньмухамет Ишкузин (1790 г. р.), у которого с женой Казыфой (1791 г. р.) были сын Абдулмукмен (1809 г. р.) и дочь Казбика (1814 г. р.). Исходя из возраста Деньмухамета, можно предположить, что Ишкужа мог родиться в середине XVIII века. В середине XIX в. его внуки продолжали жить в Ишкужиной деревне: Габдулмукмин Деньмухаметов Ишкузин, в возрасте 50 лет и Байдавлет Диньмухаметов (1828 г. р., умер в 1858 г.).
Жители д. Ишкужина активно участвовали в Отечественной войне 1812 г. VII ревизия отметила смерть 8 взрослых жителей аула, умерших в 1812—1815 гг.: походный сотник Мухамедьяр Сиюндуков в 1814 г., Ибрагим Умутанов в 1813 г., Кусяп Зилгушев в 1814 г., Ярмухамет Килдюков сын Биккушев в 1813 г., Сайфулла Иштянов в 1815 г., Курманай Янчурин в 1812 г., Ишкильды Мяскаув в 1814 г., Бикмухамет Бикибетов в 1812 г..
В 1816 г. в деревне было 34 двора, в которых учтены 121 чел. мужского пола и 92 чел. женского пола. В 1826 г., в 24 дворах числились 86 душ. В 1841 г. в д. Ишкузина Сатайской тюбы Тангаурской волости 8-го юрта 9-го кантона проживало 393 чел. По IX ревизии (1850 г.) деревня состояла из 55 дворов, а по Х ревизии (1859 г.) в 46 дворах проживали 131 мужчин и женщин. Деревенским начальником служил Кувандык Хайбуллин.
Жители исправно придерживались исламской религии, здесь издавна имелась деревянная мечеть. Указным муллой д. Искужино в 1816—1859 гг. являлся Абдрахман Ильчигулов Ишкинин (1803 г. р.) Позднее указным муллой стал Галиахмет Сююндуков (1832 г.р.). Указным муэдзином в 1816—1859 гг. являлся Аблай Сакулов сын Абзалилов (1788—1859). Последним указным муллой с 1917 г. был Шагишариф Шагивалиевич Суюндуков (1866—1934 гг.). В советское время обязанность муллы исполнял Сабирьян Мухаметсадыкович Актаев.
По данным 1841 г., башкиры д. Ишкужина вели скотоводческое хозяйство, в летнее время выходили на кочевье.  Земледелием занимались мало, сеяли 4 четверти озимых и 72 четверти яровых культур.
В начале 1860-х гг. деревня вошла в состав Куватовского сельского общества. Тогда в ней насчитывались 45 дворов и 131 чел. мужчин. Жители выезжали на яйляу: «Башкиры деревнь Куватовой, Ишкузиной, Ишбирдиной, Алгазиной и Абдулкаримовой своим кочевьем занимают местность ныне и в прежнее время в вершинах рек Малаго и Большаго Бузавлыка и Кабан-Кильган окружностью около 4-х верст; местность, занимаемая сими кочевками, холмистая и каменистая степь, ни к чему более не удобная, исключая кочевок».
В 1920 г. в деревне числились 77 дворов с населением 312 чел. В 1925 г. в ней было 34 дворохозяйства. По материалам 1926 г., было 40 хозяйств, где проживало 178 жителей. В дальнейшем в деревне наблюдается следующая динамика численности населения: в 1939 — 175 чел., 1959 г. — 185 чел., 1989 — 174 чел. 
В 1919—1921 гг. деревня Искужа входила в Кашкаровский сельский совет 1-й Тангаурской волости Бурзян-Тангаурского кантона. В 1922—1930 г. была в составе Зилаирского кантона. С началом коллективизации в 1928—1929 гг. деревни Искужа, Кашкар, Сулпан образовали колхоз «Крепостной Зилаир».  После образования районов деревня находилась в Хайбуллинском районе, в 1937 г. вошла в состав Юлдыбаевского сельского совета Матраевского района. С 1956 г., после упразднения Матраевского района, деревня относилась к Юлдыбаевскому сельскому совету Зилаирского района.
В феврале 1982 г. в составе Зилаирского района вновь был образован Кашкаровский сельсовет, куда вошли деревни Искужа, Ижбулды, Кашкар и Максют. Сегодня имеется начальная школа-детский сад.

## Население
| 2002 | 2009 | 2010 |
| ---- | ---- | ---- |
| 204  | ↘191 | ↘183 |

Национальный состав
Согласно переписи 2002 года, преобладающая национальность — башкиры (100 %).